# Cousinia sefidiana
Cousinia sefidiana là một loài thực vật có hoa trong họ Cúc. Loài này được (Pau) Rech.f. mô tả khoa học đầu tiên năm 1990.